# Hemiphyllodactylus tehtarik
Espèce
Hemiphyllodactylus tehtarik est une espèce de geckos de la famille des Gekkonidae.

## Répartition
Cette espèce est endémique du Terengganu en Malaisie.

## Publication originale
- Grismer, Wood Jr, Anuar, Muin, Quah, Mcguire, Brown, Van Tri & Thai, 2013 : Integrative taxonomy uncovers high levels of cryptic species diversity in Hemiphyllodactylus Bleeker, 1860 (Squamata: Gekkonidae) and the description of a new species from Peninsular Malaysia. Zoological Journal of the Linnean Society, vol. 169, p. 849–880.